# Danh sách kỳ thi Olympic Toán học Quốc tế

Logo Olympic Toán học Quốc tế

Kỳ thi Olympic Toán học Quốc tế (IMOs – viết tắt của International Mathematical Olympiads) lần đầu tiên được tổ chức tại România vào năm 1959. Kể từ đó, với tư cách là kì thi thuộc Olympic Khoa học Quốc tế lâu đời nhất, IMO đã được tổ chức hàng năm, trừ năm 1980. Năm đó, cuộc thi ban đầu dự định tổ chức tại Mông Cổ, tuy nhiên đã bị hủy bỏ do Liên Xô xâm lược Afghanistan. Do ban đầu cuộc thi được lập ra bởi các nước Đông Âu tham gia khối Warszawa, dưới ảnh hưởng của khối phương Đông, các kỳ thi trước đó chỉ được tổ chức ở các nước Đông Âu và dần dần lan sang các quốc gia khác. Các nguồn thông tin có sự khác nhau về thành phố đăng cai và ngày chính xác tổ chức một số IMO đầu tiên.
IMO lần đầu tiên được tổ chức tại România vào năm 1959, với bảy quốc gia tham dự bao gồm Bulgaria, Tiệp Khắc, Đông Đức, Hungary, Ba Lan, România và Liên Xô, trong đó quốc gia chủ nhà dẫn đầu. Kể từ đó, số lượng quốc gia tham dự đã tăng lên: từ 14 quốc gia vào năm 1969, 50 quốc gia vào năm 1989 tới 104 quốc gia vào năm 2009.
Triều Tiên là quốc gia duy nhất bị phát giác gian lận, dẫn đến việc bị loại tại IMO lần thứ 32 năm 1991 và lần thứ 51 năm 2010. Tháng 1 năm 2011, Google đã tài trợ 1 triệu euro cho ban tổ chức IMO để hỗ trợ chi phí cho các cuộc thi từ năm 2011 đến 2015.

## Danh sách kỳ thi

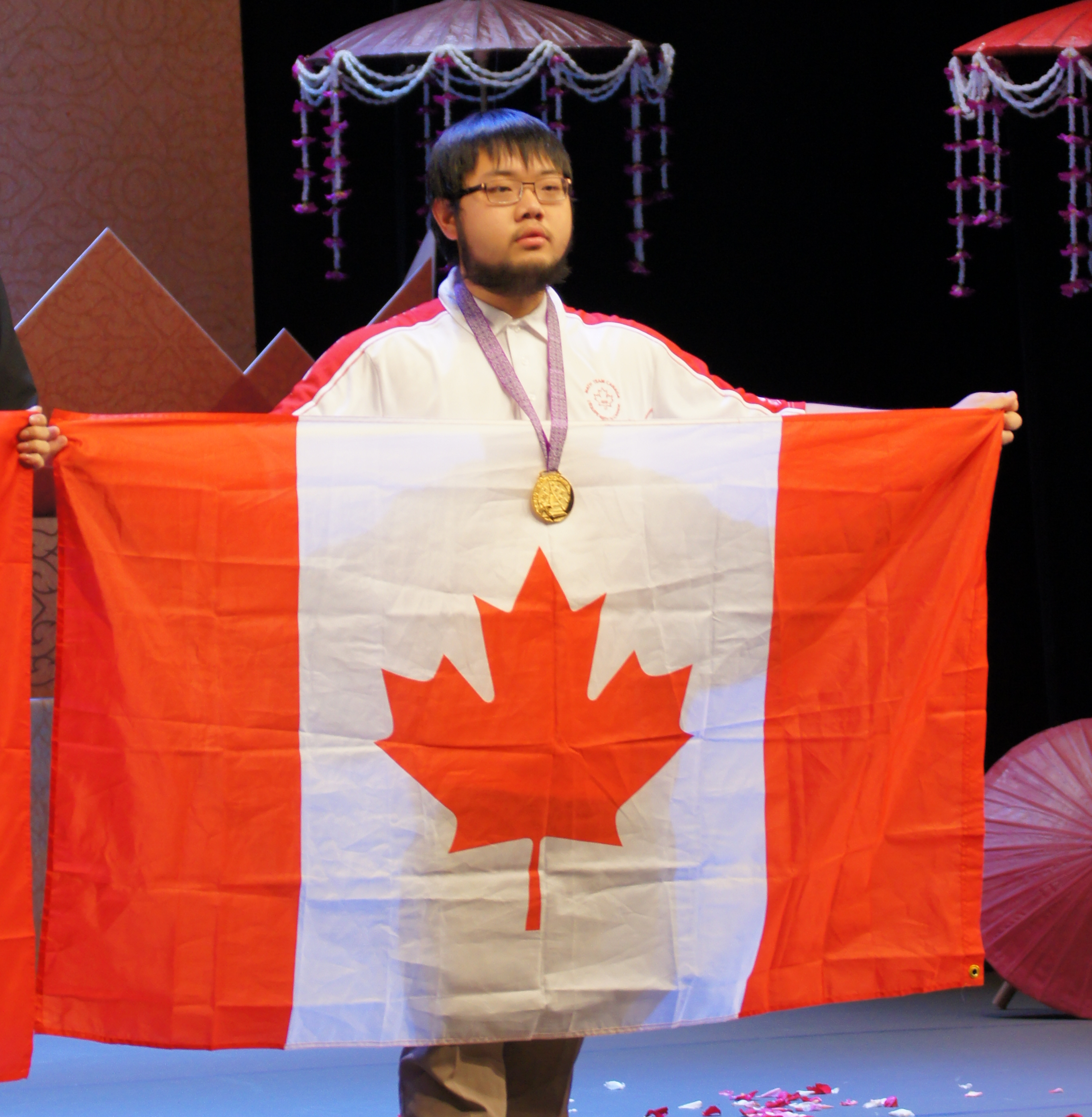
Trắc Quần (Alex) Tống, người có thành tích tốt nhất tại IMO với năm huy chương vàng và một huy chương bạc.

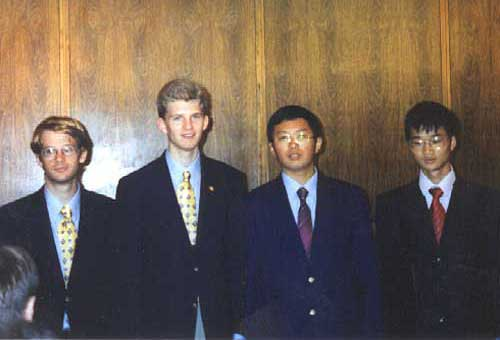
Bốn thí sinh đạt điểm tuyệt đối tại IMO 2001. Từ trái sang phải: Gabriel Carroll, Reid Barton, Chương Chí Cường và Tiểu Lương.

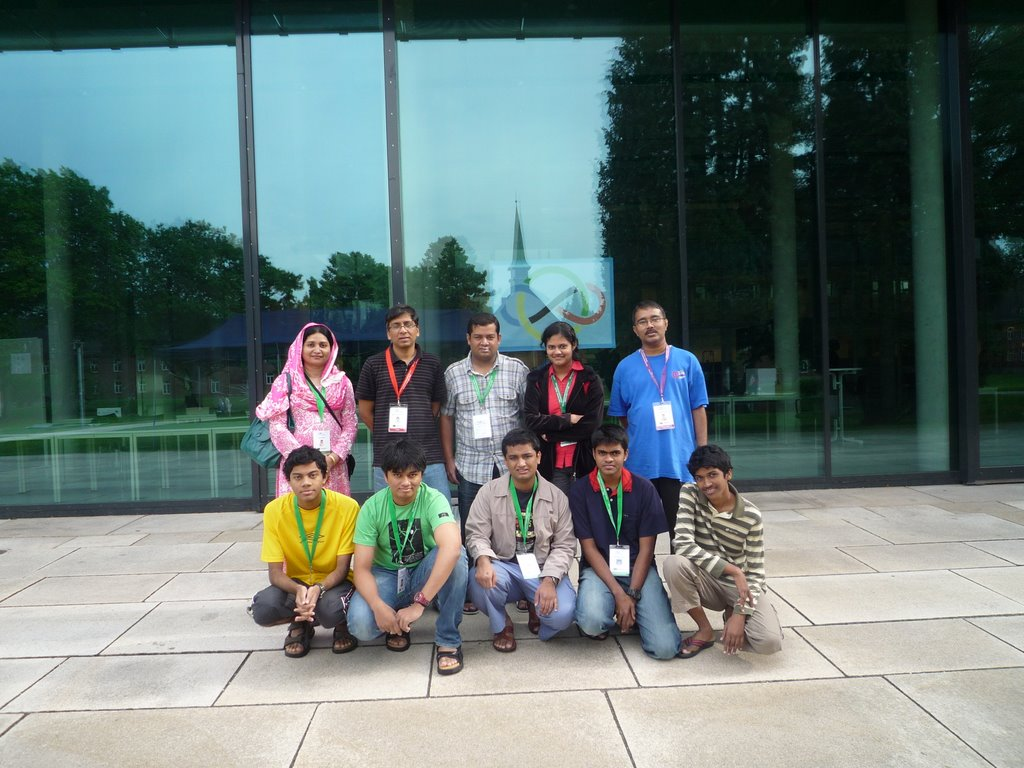
Đội tuyển Bangladesh tại IMO 2009

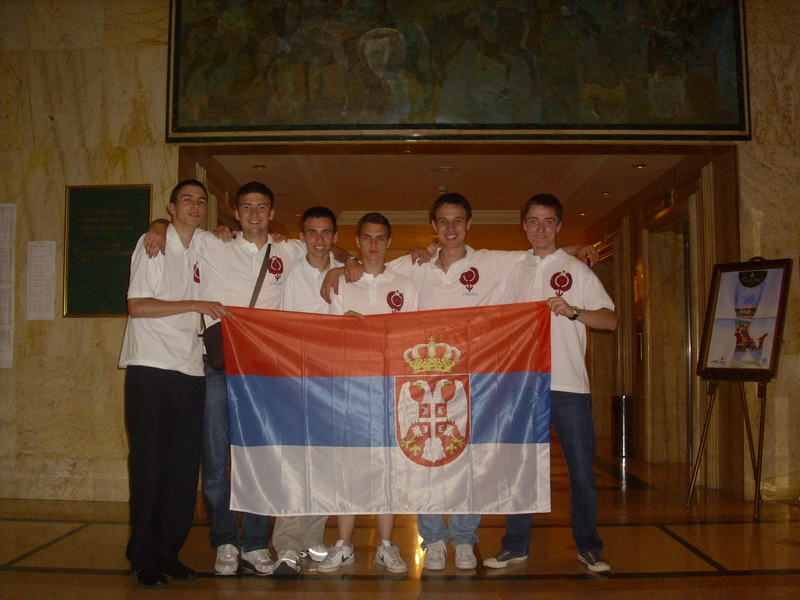
Đội tuyển Serbia tham dự IMO 2010

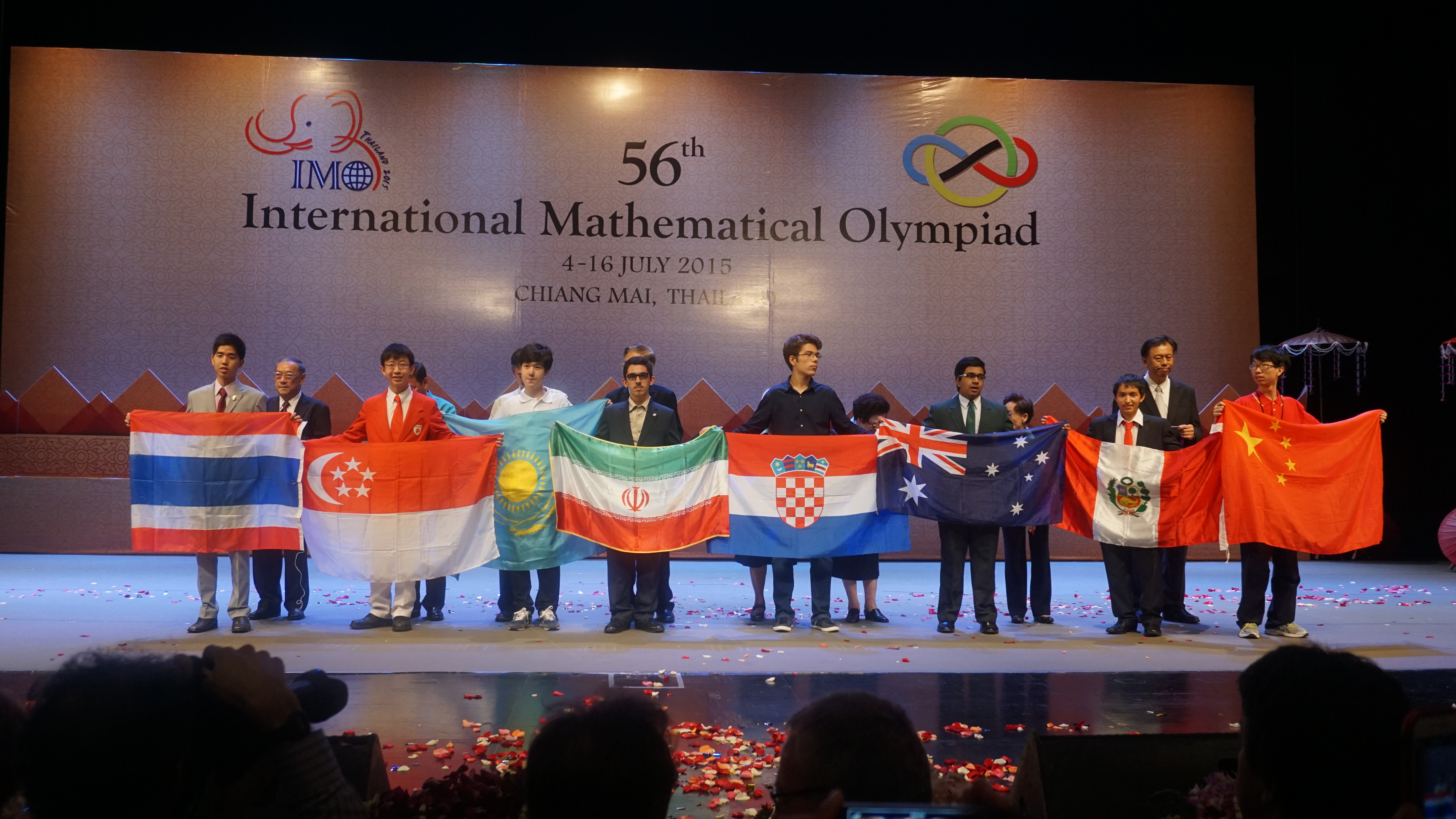
Lễ bế mạc IMO 2015

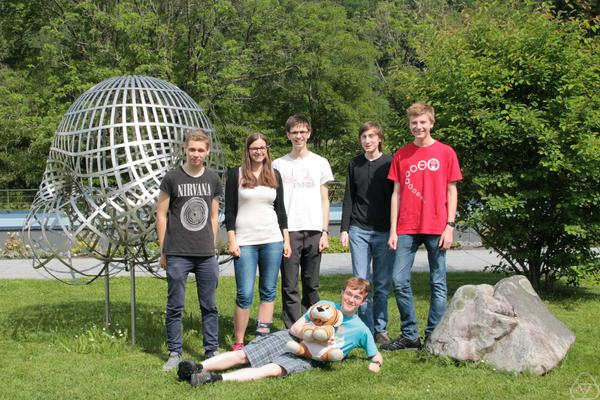
Đội tuyển Đức tại IMO 2016

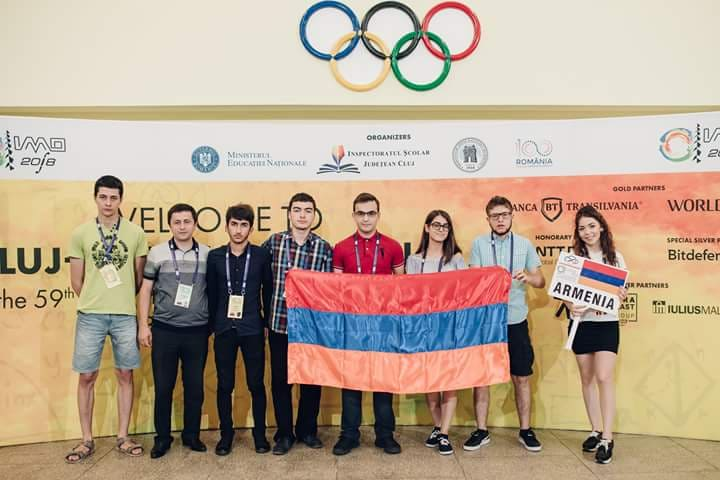
Đội tuyển Armenia tại IMO 2018

| #  | Địa điểm                                                                                                   | Năm | Ngày | Quốc gia dẫn đầu                                                                                           | Chú thích                                                                                                  |
| -- | --- | --- | --- | --- | --- |
| 1  | Brașov và Bucharest                                                                                        | 1959 | 23 tháng 6 – 31 tháng 7                                                                                    | România | [ 11 ] |
| 2  | Sinaia | 1960 | 18 tháng 7 – 25 tháng 7                                                                                    | Tiệp Khắc                                                                                                  | [ 11 ] |
| 3  | Veszprém                                                                                                   | 1961 | 6 tháng 7 – 16 tháng 7                                                                                     | Hungary | [ 11 ] |
| 4  | České Budějovice                                                                                           | 1962 | 7 tháng 7 – 15 tháng 7                                                                                     | Hungary | [ 11 ] |
| 5  | Warszawa và Wrocław                                                                                        | 1963 | 5 tháng 7 – 13 tháng 7                                                                                     | Liên Xô | [ 11 ] |
| 6  | Moskva | 1964 | 30 tháng 6 – 10 tháng 7                                                                                    | Liên Xô | [ 11 ] |
| 7  | Đông Berlin                                                                                                | 1965 | 13 tháng 6 – 13 tháng 7                                                                                    | Liên Xô | [ 11 ] |
| 8  | Sofia | 1966 | 3 tháng 7 – 13 tháng 7                                                                                     | Liên Xô | [ 11 ] |
| 9  | Cetinje | 1967 | 7 tháng 7 – 13 tháng 7                                                                                     | Liên Xô | [ 11 ] |
| 10 | Moskva | 1968 | 5 tháng 7 – 18 tháng 7                                                                                     | Đông Đức                                                                                                   | [ 11 ] |
| 11 | Bucharest                                                                                                  | 1969 | 5 tháng 7 – 20 tháng 7                                                                                     | Hungary | [ 11 ] |
| 12 | Keszthely                                                                                                  | 1970 | 8 tháng 7 – 22 tháng 7                                                                                     | Hungary | [ 11 ] |
| 13 | Žilina | 1971 | 10 tháng 7 – 21 tháng 7                                                                                    | Hungary | [ 11 ] |
| 14 | Toruń | 1972 | 5 tháng 7 – 17 tháng 7                                                                                     | Liên Xô | [ 11 ] |
| 15 | Moskva | 1973 | 5 tháng 7 – 16 tháng 7                                                                                     | Liên Xô | [ 11 ] |
| 16 | Erfurt và Đông Berlin                                                                                      | 1974 | 4 tháng 7 – 17 tháng 7                                                                                     | Liên Xô | [ 11 ] |
| 17 | Burgas và Sofia                                                                                            | 1975 | 3 tháng 7 – 16 tháng 7                                                                                     | Hungary | [ 11 ] |
| 18 | Lienz | 1976 | 2 tháng 7 – 21 tháng 7                                                                                     | Liên Xô | [ 11 ] |
| 19 | Belgrade                                                                                                   | 1977 | 1 tháng 7 – 13 tháng 7                                                                                     | Hoa Kỳ | [ 11 ] |
| 20 | Bucharest                                                                                                  | 1978 | 3 tháng 7 – 10 tháng 7                                                                                     | România | [ 11 ] |
| 21 | Luân Đôn                                                                                                   | 1979 | 30 tháng 6 – 9 tháng 7                                                                                     | Liên Xô | [ 11 ] |
| -  | IMO 1980 được dự định tổ chức ở Mông Cổ nhưng bị hủy và tách thành hai sự kiện không chính thức ở châu Âu. | IMO 1980 được dự định tổ chức ở Mông Cổ nhưng bị hủy và tách thành hai sự kiện không chính thức ở châu Âu. | IMO 1980 được dự định tổ chức ở Mông Cổ nhưng bị hủy và tách thành hai sự kiện không chính thức ở châu Âu. | IMO 1980 được dự định tổ chức ở Mông Cổ nhưng bị hủy và tách thành hai sự kiện không chính thức ở châu Âu. | IMO 1980 được dự định tổ chức ở Mông Cổ nhưng bị hủy và tách thành hai sự kiện không chính thức ở châu Âu. |
| 22 | Washington, D.C.                                                                                           | 1981 | 8 tháng 7 – 20 tháng 7                                                                                     | Hoa Kỳ | [ 11 ] |
| 23 | Budapest                                                                                                   | 1982 | 5 tháng 7 – 14 tháng 7                                                                                     | Tây Đức | [ 11 ] |
| 24 | Paris | 1983 | 3 tháng 7 – 12 tháng 7                                                                                     | Tây Đức | [ 11 ] |
| 25 | Prague | 1984 | 29 tháng 6 – 10 tháng 7                                                                                    | Liên Xô | [ 11 ] |
| 26 | Joutsa | 1985 | 29 tháng 6 – 11 tháng 7                                                                                    | România | [ 11 ] |
| 27 | Warszawa                                                                                                   | 1986 | 4 tháng 7 – 15 tháng 7                                                                                     | Liên Xô · Hoa Kỳ                                                                                           | [ 11 ] |
| 28 | La Habana                                                                                                  | 1987 | 5 tháng 7 – 16 tháng 7                                                                                     | România | [ 11 ] |
| 29 | Sydney và Canberra                                                                                         | 1988 | 9 tháng 7 – 21 tháng 7                                                                                     | Liên Xô | [ 11 ] |
| 30 | Braunschweig                                                                                               | 1989 | 13 tháng 7 – 24 tháng 7                                                                                    | Trung Quốc                                                                                                 | [ 11 ] |
| 31 | Bắc Kinh                                                                                                   | 1990 | 8 tháng 7 – 19 tháng 7                                                                                     | Trung Quốc                                                                                                 | [ 11 ] |
| 32 | Sigtuna | 1991 | 12 tháng 7 – 23 tháng 7                                                                                    | Liên Xô | [ 11 ] [ gc 1 ]                                                                                            |
| 33 | Moskva | 1992 | 10 tháng 7 – 21 tháng 7                                                                                    | Trung Quốc                                                                                                 | [ 11 ] |
| 34 | Istanbul                                                                                                   | 1993 | 13 tháng 7 – 24 tháng 7                                                                                    | Trung Quốc                                                                                                 | [ 11 ] |
| 35 | Hồng Kông                                                                                                  | 1994 | 8 tháng 7 – 20 tháng 7                                                                                     | Hoa Kỳ | [ 11 ] |
| 36 | Toronto | 1995 | 13 tháng 7 – 25 tháng 7                                                                                    | Trung Quốc                                                                                                 | [ 12 ] |
| 37 | Mumbai | 1996 | 5 tháng 7 – 17 tháng 7                                                                                     | România | [ 13 ] |
| 38 | Mar del Plata                                                                                              | 1997 | 18 tháng 7 – 31 tháng 7                                                                                    | Trung Quốc                                                                                                 | [ 14 ] |
| 39 | Đài Bắc | 1998 | 10 tháng 7 – 21 tháng 7                                                                                    | Iran | [ 15 ] |
| 40 | Bucharest                                                                                                  | 1999 | 10 tháng 7 – 22 tháng 7                                                                                    | Trung Quốc · Nga                                                                                           | [ 16 ] |
| 41 | Daejeon | 2000 | 13 tháng 7 – 25 tháng 7                                                                                    | Trung Quốc                                                                                                 | [ 17 ] |
| 42 | Washington, D.C.                                                                                           | 2001 | 1 tháng 7 – 14 tháng 7                                                                                     | Trung Quốc                                                                                                 | [ 18 ] |
| 43 | Glasgow | 2002 | 19 tháng 7 – 30 tháng 7                                                                                    | Trung Quốc                                                                                                 | [ 19 ] |
| 44 | Tokyo | 2003 | 7 tháng 7 – 19 tháng 7                                                                                     | Bulgaria                                                                                                   | [ 20 ] |
| 45 | Athens | 2004 | 6 tháng 7 – 18 tháng 7                                                                                     | Trung Quốc                                                                                                 | [ 21 ] |
| 46 | Mérida | 2005 | 8 tháng 7 – 19 tháng 7                                                                                     | Trung Quốc                                                                                                 | [ 22 ] |
| 47 | Ljubljana                                                                                                  | 2006 | 6 tháng 7 – 18 tháng 7                                                                                     | Trung Quốc                                                                                                 | [ 23 ] |
| 48 | Hà Nội | 2007 | 19 tháng 7 – 31 tháng 7                                                                                    | Nga | [ 24 ] |
| 49 | Madrid | 2008 | 10 tháng 7 – 22 tháng 7                                                                                    | Trung Quốc                                                                                                 | [ 25 ] |
| 50 | Bremen | 2009 | 10 tháng 7 – 22 tháng 7                                                                                    | Trung Quốc                                                                                                 | [ 26 ] |
| 51 | Astana | 2010 | 2 tháng 7 – 14 tháng 7                                                                                     | Trung Quốc                                                                                                 | [ 27 ] |
| 52 | Amsterdam                                                                                                  | 2011 | 13 tháng 7 – 24 tháng 7                                                                                    | Trung Quốc                                                                                                 | [ 28 ] |
| 53 | Mar del Plata                                                                                              | 2012 | 4 tháng 7 – 16 tháng 7                                                                                     | Hàn Quốc                                                                                                   | [ 29 ] |
| 54 | Santa Marta                                                                                                | 2013 | 18 tháng 7 – 28 tháng 7                                                                                    | Trung Quốc                                                                                                 | [ 30 ] |
| 55 | Cape Town                                                                                                  | 2014 | 3 tháng 7 – 13 tháng 7                                                                                     | Trung Quốc                                                                                                 | [ 31 ] |
| 56 | Chiang Mai                                                                                                 | 2015 | 4 tháng 7 – 16 tháng 7                                                                                     | Hoa Kỳ | [ 32 ] |
| 57 | Hồng Kông                                                                                                  | 2016 | 6 tháng 7 – 16 tháng 7                                                                                     | Hoa Kỳ | [ 33 ] |
| 58 | Rio de Janeiro                                                                                             | 2017 | 12 tháng 7 – 23 tháng 7                                                                                    | Hàn Quốc                                                                                                   | [ 34 ] |
| 59 | Cluj-Napoca                                                                                                | 2018 | 3 tháng 7 – 14 tháng 7                                                                                     | Hoa Kỳ | [ 35 ] |
| 60 | Bath | 2019 | 11 tháng 7 – 22 tháng 7                                                                                    | Trung Quốc · Hoa Kỳ                                                                                        | [ 36 ] |
| 61 | Sankt-Peterburg (trực tuyến)                                                                               | 2020 | 16 tháng 9 – 26 tháng 9                                                                                    | Trung Quốc                                                                                                 | [ 38 ] [ 39 ]                                                                                              |
| 62 | Sankt-Peterburg (trực tuyến)                                                                               | 2021 | 14 tháng 7 – 24 tháng 7                                                                                    | Trung Quốc                                                                                                 | [ 41 ] |
| 63 | Oslo (trực tuyến kết hợp trực tiếp)                                                                        | 2022 | 6 tháng 7 – 16 tháng 7                                                                                     | Trung Quốc                                                                                                 | [ 42 ] |
| 64 | Chiba | 2023 | 2 tháng 7 – 13 tháng 7                                                                                     | Trung Quốc                                                                                                 | [ 43 ] |
| 65 | Bath | 2024 | 11 tháng 7 – 22 tháng 7                                                                                    | Hoa Kỳ | [ 44 ] |
| 66 | Sunshine Coast                                                                                             | 2025 | 10 tháng 7 – 20 tháng 7                                                                                    | Trung Quốc                                                                                                 | [ 45 ] |